# Eric Kretz
Eric Kretz (San Jose, 7 giugno 1966) è un musicista statunitense, batterista della rock band Stone Temple Pilots.
Oltre alla sua attività di batterista degli Stone Temple Pilots, è membro dei gruppi Talk Show e Spiralarms.
È attivo anche come sound engineer e curatore del missaggio.